# Early English Text Society
La Early English Text Society (EETS) est une société savante fondée en 1864 qui se consacre à l'édition et à la publication de textes anciens en anglais, en particulier ceux qui ne sont disponibles que sous forme manuscrite. La plupart de ses volumes contiennent des éditions de textes en moyen anglais ou en vieil anglais. Elle a notamment édité plusieurs textes connus de la Bibliothèque Cotton, notamment Pearl et Sir Gawain and the Green Knight.

## Histoire
La Early English Text Society est fondée en Angleterre en 1864 par Frederick Furnivall. Son objectif déclaré était « d'une part, d'imprimer tout ce qui est le plus précieux des MSS. encore non imprimés en anglais, et, d'autre part, de rééditer et de réimprimer tout ce qui est le plus précieux dans les livres anglais imprimés, qui de leur rareté ou leur prix ne sont pas à la portée de l'étudiant aux moyens moyens ».
En 1921, Mabel Day est nommée directrice adjointe de l'EETS, tandis qu'Israel Gollancz en est le directeur. Mabel Day a maintenu le SET financièrement viable jusqu'en 1947.
En 1935, l'EETS prépare l'édition de l'Ancrene Wisse, sous la direction de Mabel Day.
Israel Gollancz meurt en 1930, laissant inachevée l'édition de Sire Gauvain et le Chevalier vert qui paraît finalement en 1940. tandis que Mum and the Sothsegger est publiée en 1936.
En 2020, la société a publié 354 volumes dans sa série originale, 126 volumes dans sa série Extra, publiés entre 1867 et 1935, comprenant des textes déjà imprimés, mais uniquement dans des éditions insatisfaisantes ou rares, et 25 volumes dans sa série supplémentaire, une série occasionnelle et irrégulière initiée en 1970. La Société conserve la majorité de ses anciennes publications sous forme imprimée, à l'exception de celles qui ont été remplacées par des éditions ultérieures. Les volumes sont maintenant publiés au nom de la Société par Oxford University Press.

## Membres notables
- Frederick Furnivall
- Richard Morris (éditeur de 12 volumes entre 1862 et 1880)
- Walter Skeat (philologue)
- Alfred Tennyson (poète officiel)
- Warren de la Rue (astronome, chimiste et inventeur)
- Richard Chenevix Trench (ecclésiastique irlandais)
- Anne Hudson, directrice de 2006 à 2013

## Logo

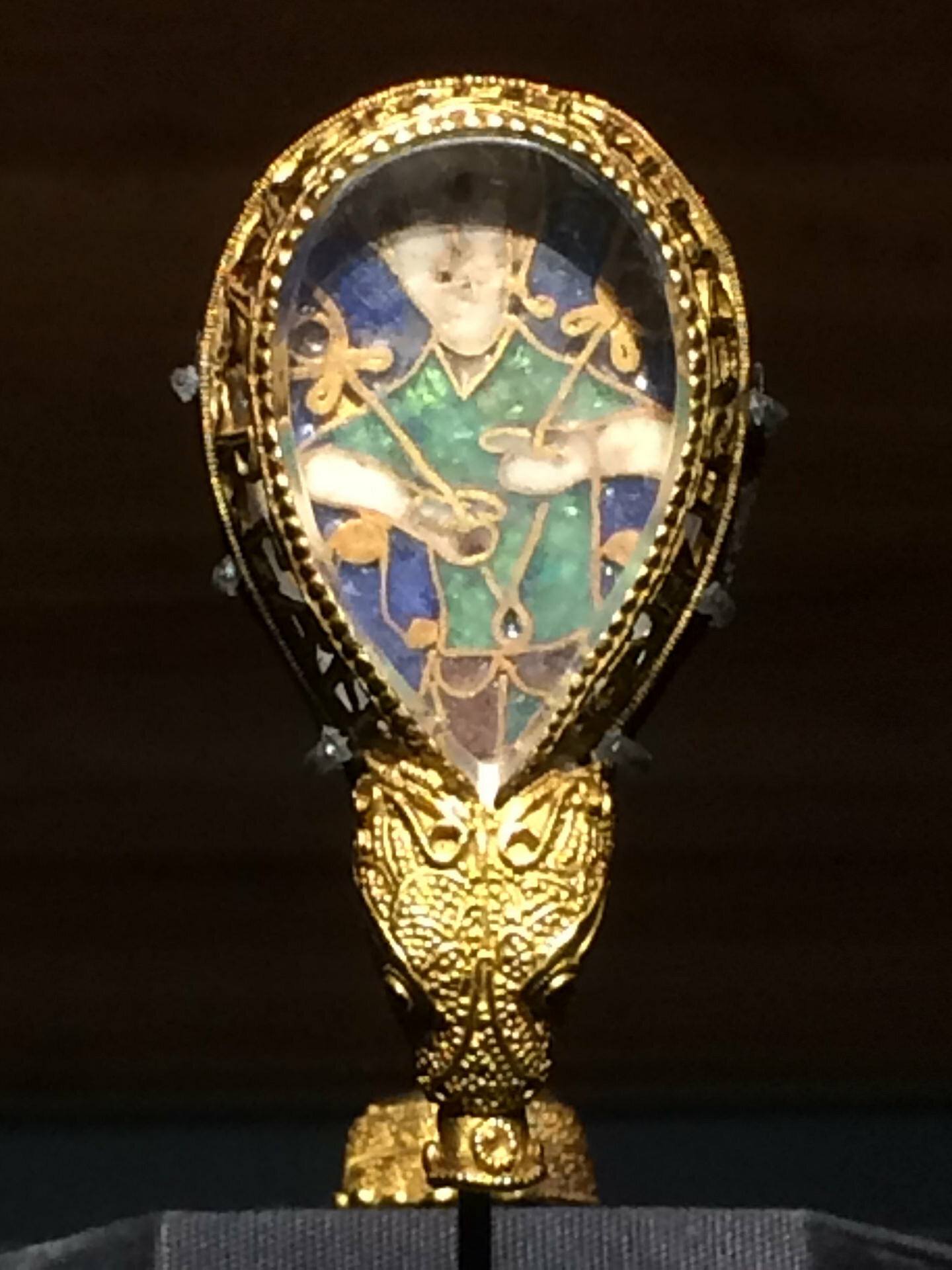
Le joyau d'Alfred.

L'emblème de la Société est une représentation de la plaque émaillée du joyeu d'Alfred.